# Fernmeldeturm Leipzig
Der Fernmeldeturm Leipzig ist ein 132 Meter hoher Fernmeldeturm der Deutschen Telekom AG in Leipzig-Holzhausen (deshalb auch Fernmeldeturm Leipzig-Holzhausen). Der für die Öffentlichkeit nicht zugängliche Fernmeldeturm wurde 1995 von dem Unternehmen Züblin erbaut und dient der Richtfunkübertragung sowie der Ausstrahlung von UKW-Hörfunkprogrammen.

## Analoger Hörfunk (UKW)
Folgende Hörfunkprogramme werden vom Fernmeldeturm Leipzig auf UKW abgestrahlt:
| Frequenz (MHz) | Programm               | RDS PS            | RDS PI | Regionalisierung | ERP (kW) | Antennendiagramm rund (ND)/gerichtet (D) | Polarisation horizontal (H)/vertikal (V) |
| -------------- | ---------------------- | ----------------- | ------ | ---------------- | -------- | ---------------------------------------- | ---------------------------------------- |
| 91,3           | Radio Leipzig          | _LEIPZIG          | 16C1   | –                | 4        | D (280–10°)                              | H                                        |
| 97,6           | R.SA/mephisto 97.6     | __R.SA__/MEPHISTO | 10C9   | –                | 4        | D (240–10°)                              | H                                        |
| 99,8           | Energy Sachsen         | _ENERGY_          | D3CE   | Leipzig          | 4        | D (240–10°)                              | H                                        |
| 100,4          | Deutschlandfunk Kultur | Dlf_Kultur        | D220   | –                | 2        | D (240–10°)                              | H                                        |

## Analog-TV
Bis zur Umstellung auf DVB-T wurden folgende Programme in analogem PAL gesendet:
| Kanal | Frequenz (MHz) | Programm          | ERP (kW) | Sendediagramm rund (ND)/ gerichtet (D) | Polarisation horizontal (H)/ vertikal (V) |
| ----- | -------------- | ----------------- | -------- | -------------------------------------- | ----------------------------------------- |
| 40    | 623,25         | Kabel 1           | 1        | D                                      | H                                         |
| 60    | 783,25         | Leipzig Fernsehen | 1        | D                                      | H                                         |

## Galerie

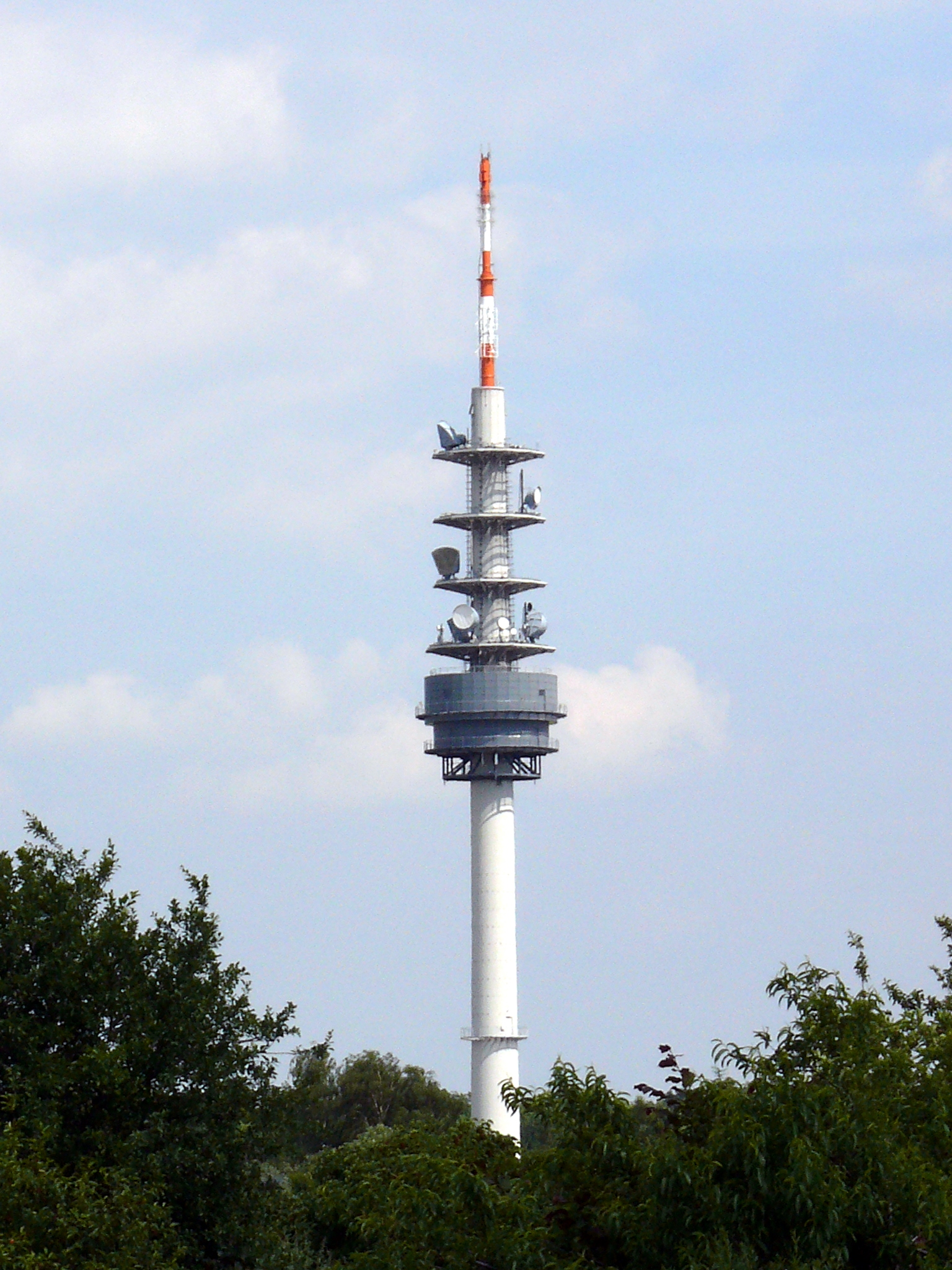
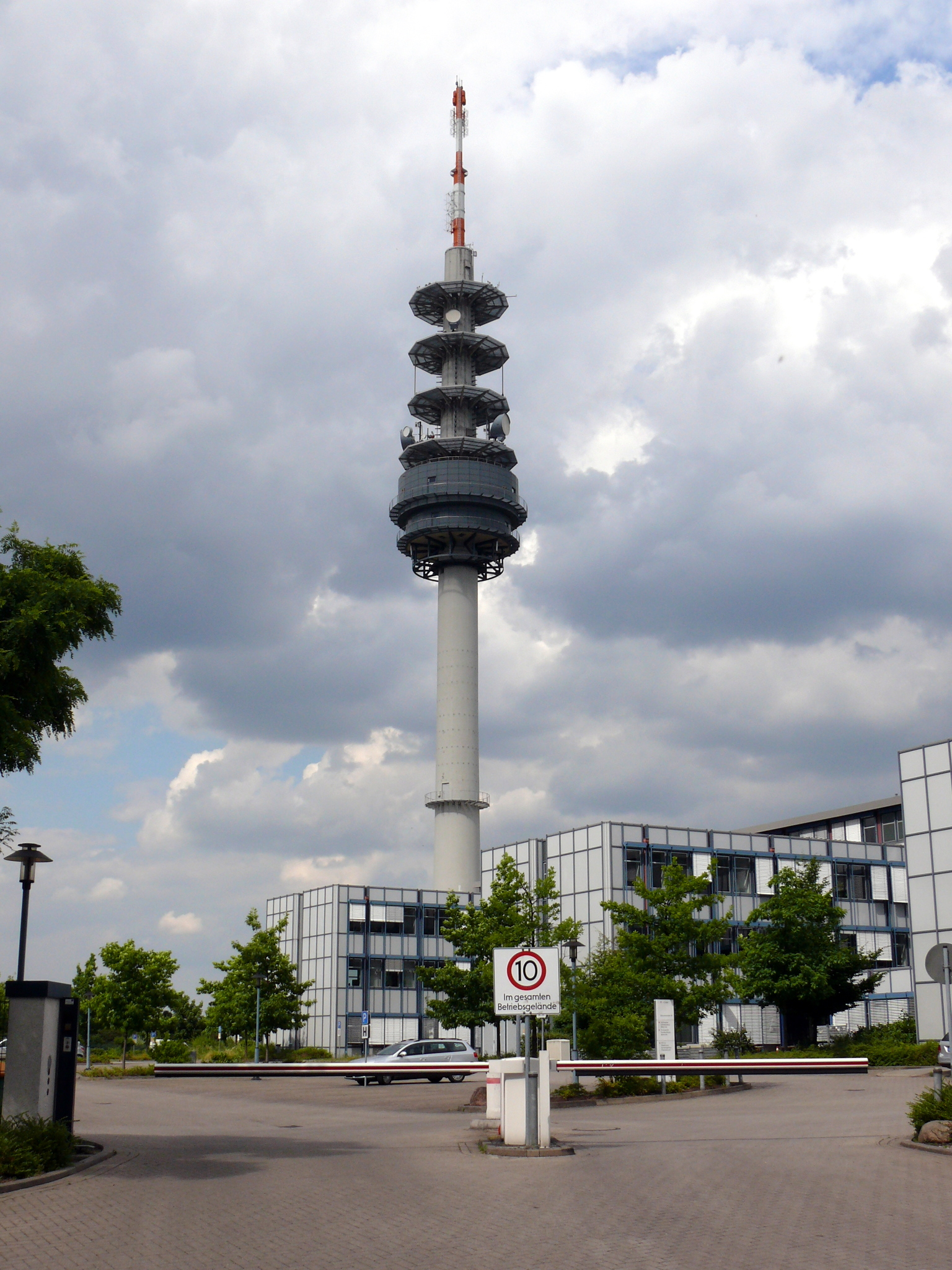